# Нотарикон
Нотарикон (від арамейського נוטריקון) - акронім, що застосовується в юдейській традиції для скороченої передачі імен і назв.

## Про термін «нотарикон»
Слово «нотарикон» в юдаїзмі вперше зустрічається в Мішні (трактат Шаббат, 12:5). Слово це є запозиченням з грецької мови (грец. νοταρικόν). В пізніший час цей термін поступається місцем терміну «рашей тевот» (іврит ראשי תיבות, дослівно «початки слів»). Цей останній термін є ширшим, ніж «нотарикон», оскільки включає в себе не тільки акроніми (тобто абревіатури, які читаються як одне слово), але й такі абревіатури, які читаються буквально, або при читанні «розгортаються» в повні вихідні слова.
У новий час термін «нотарикон» як на івриті, так і в російськомовних публікаціях на єврейську тему, використовується порівняно рідко і, як правило, стосується тільки одного специфічного застосування акронімів - в Кабалі, для тлумачення як скорочення слів Тори, які спочатку акронімами не є. У російськомовних та англомовних публікаціях для позначення інших івритських абревіатур та акронімів використовуються саме ці слова - «акронім» та «абревіатура» (англ. acronym і abbreviation).

## Запис і читання івритських абревіатур

### Запис
Для запису івритських абревіатур, утворених від двох і більше слів, чинять так. Від кожного з вхідних в абревіатуру початкових слів, береться одна або дві (зрідка навіть три) перші літери, і всі ці букви записуються підряд, але при цьому в отриманій послідовності між передостанньою та останньою літерами вставляються дві невеликі похилі риски (вище середини рядка). Такі дві риски називаються на івриті «гершаим» і служать ознакою того, що дана буквена послідовність є абревіатурою, а не самостійним словом.
Приклади. Словосполучення ראש הממשלה (рош ha-мемшала) дослівно означає «глава уряду», тобто «прем'єр-міністр». Загальноприйнята абревіатура від цього словосполучення утворюється так: від першого слова (ראש) береться перша буква (тобто ר - в івриті текст пишеться справа наліво), а від другого слова (הממשלה) - дві перші літери, тобто המ. В отриману послідовність (רהמ) вставляють гершаим», і що виходить в результаті абревіатура виглядає так: רה"מ
Словосполучення סגן מנהל כללי означає «заступник генерального директора». При утворенні абревіатури від першого слова береться одна перша буква (тобто ס), від другого і третього слова - по дві перших літери, (тобто מנ і כל). В результаті отримуємо סמנכ"ל

### Читання
Два наведених вище приклади івритських абревіатур відрізняються за способом читання. Перша з цих абревіатур (ראש הממשלה - «глава уряду») при читанні тексту вголос «розгортається» у повний варіант, тобто читається як «рош ha-мемшала». Подібним чином читаються і багато інших івритських абревіатур, але далеко не всі.
Так, друга з наведених вище абревіатура (סגן מנהל כללי - «заступник генерального директора»), на відміну від першої, є акронімом, тобто отримана послідовність букв читається як одне слово.
Принципи читання подібних абревіатур-акронімів такі:
- Оскільки букви івритського алфавіту спочатку позначають приголосні звуки, до при читанні додається оголос, як правило, звук А. Так, у наведеному вище прикладі букви סמנכל позначають приголосні звуки СМНКЛ. У цю послідовність приголосних звуків додають три голосних А і весь акронім читається як «саманкал(ь)»

- Якщо букви акроніму складаються в наявне в івриті слово, то цей акронім може читатися з оголосами цього слова, зокрема, з голосної літери «е». Так буває часто, але не завжди.

- Літери «вав» (ו) і «йуд» (י) в івриті можуть позначати як приголосні звуки (В і Й відповідно), так і голосні (буква «вав» - О або В, літера «йуд» - І). Якщо ці букви входять до складу акроніма, то вони, як правило, читаються як голосні, навіть якщо у вихідному словосполученні вони позначали приголосні звуки.

## Нотарикон у Кабалі
У кабалі - містичний метод тлумачення, шляхом створення акронімів з перших або останніх букв кожного слова речення, або навпаки - утворення речення зі слів, перші або останні букви яких належать наявному слову.

## Акроніми видатних рабинів і хасидських діячів
Часто знаменитих рабинів називали акронімомами, утвореними від їхніх ініціалів або від назви основної праці. Іноді такі прізвиська-акроніми ставали успадкованими прізвищами.
- Арі або Аризал

- Ашлаг

- Бешт - Бааль Шем Тов (Повелитель (або власник) доброго імені [Бога]) - засновник хасидизму

- НаРаян - ребе Іцхак а-коен Кук

- Рамбам - Раббі Моше бен Маймон - вчитель Моше син Маймона

- Рамбан - Раббі Моше бен Нахман - вчитель Моше син Нахмана

- Рашби - Раббі Шимон Бар Йохай - вчитель Шимон син Йохая

- Раші - Рабейну Шломо Іцхакі - наш учитель Шломо Іцхакі (тобто син Іцхака)

## Інші нотарикони.
- Бар (прізвище) - бен раббі, буквально «син рабина».

- Хазал - хахамейну зихронам-враха - наші мудреці, благословенна їх пам'ять.